# 馬出中央商店街

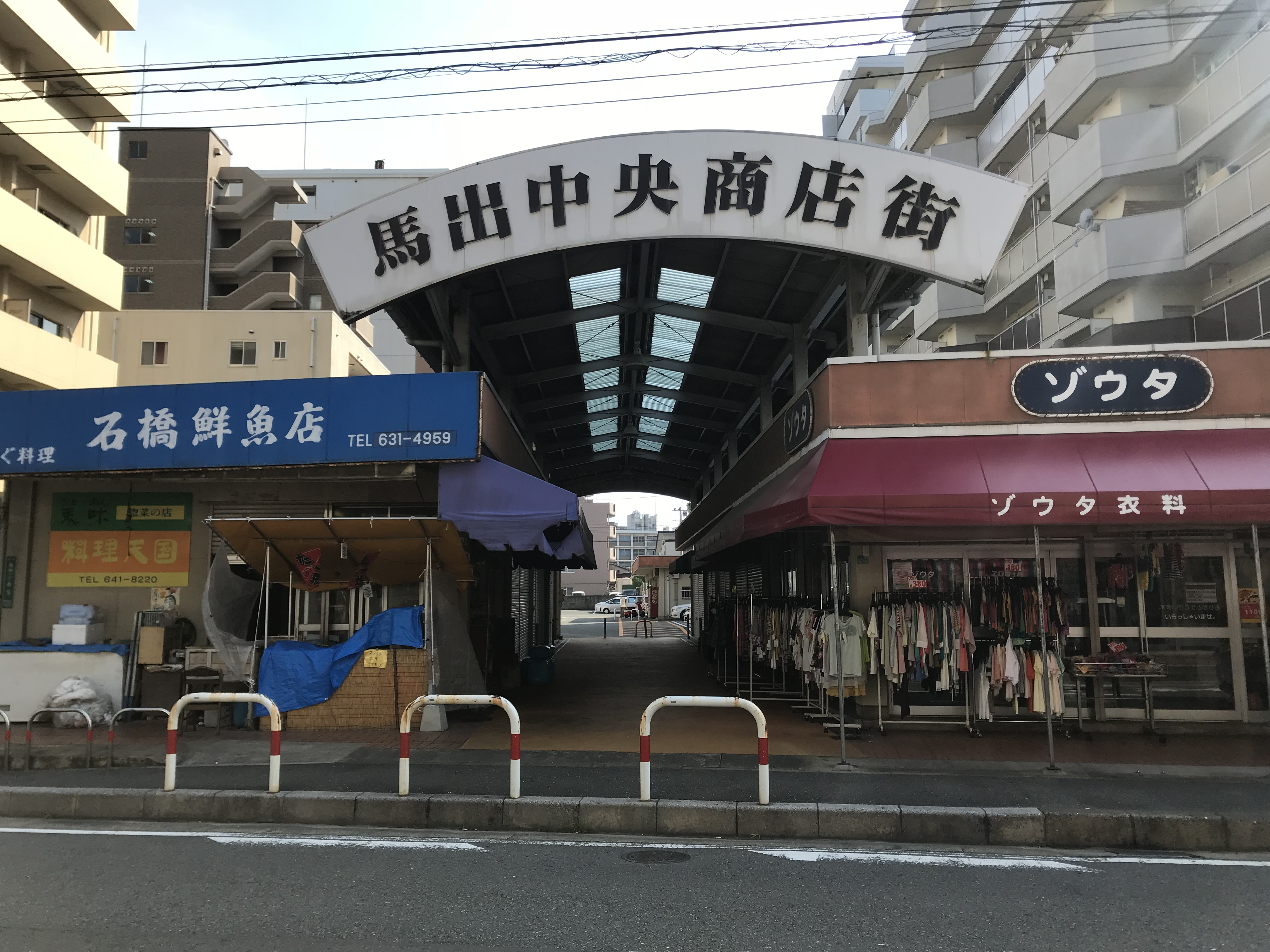
馬出中央商店街

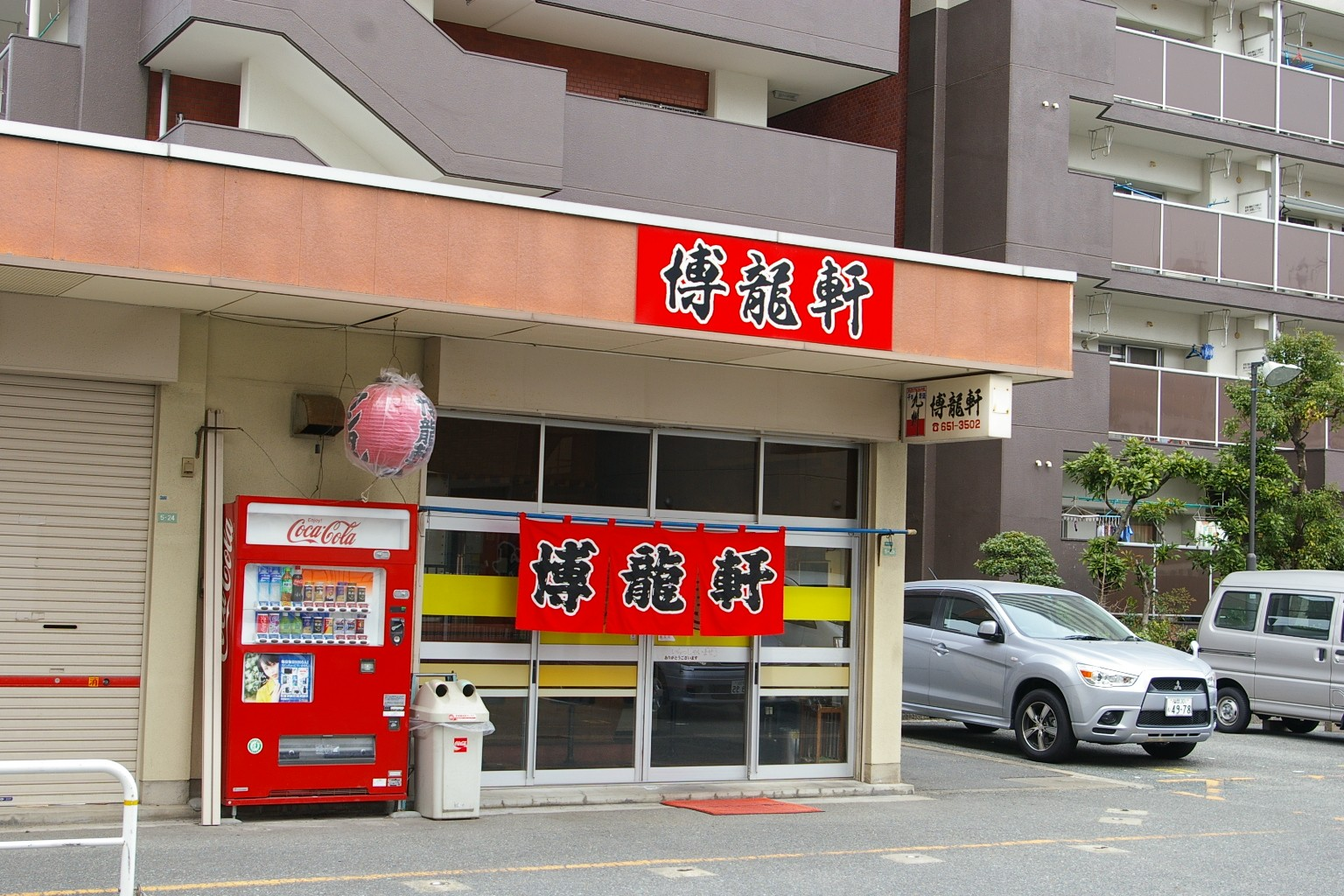
博龍軒

馬出中央商店街（まいだしちゅうおうしょうてんがい）とは、福岡県福岡市東区馬出に存在する商店街である。
商店街としての規模は大きくはないが活気に満ちた店舗が展開している。博多ラーメンの発祥の地として日本の食文化史に重要な足跡を残している（後述）。

## 博多ラーメンの発祥地として
博多ラーメンの元祖と目されている「博龍軒」が存在する。博多ラーメンは1946年（昭和21年）に「赤のれん」（現在の「赤のれん節ちゃんラーメン」）の津田茂と当地の「博龍軒」の山平進が合作で作り上げたとする説がある。

## 最寄の駅
- 馬出九大病院前駅